# Hunor und Magor

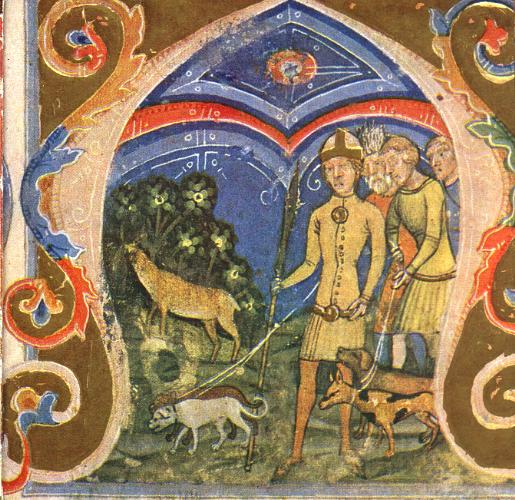
Jagd nach dem Wunderhirsch. Ungarische Bilderchronik, 1360

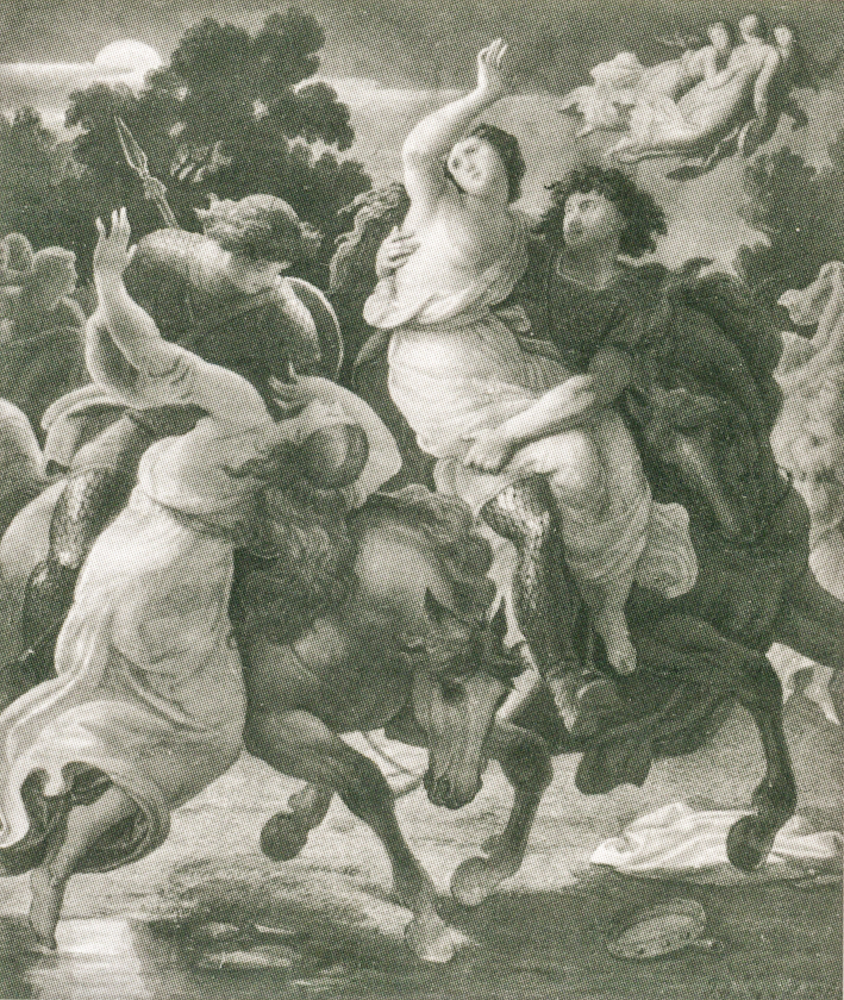
Hunor und Magor. Gemälde von Mór Than, 1868

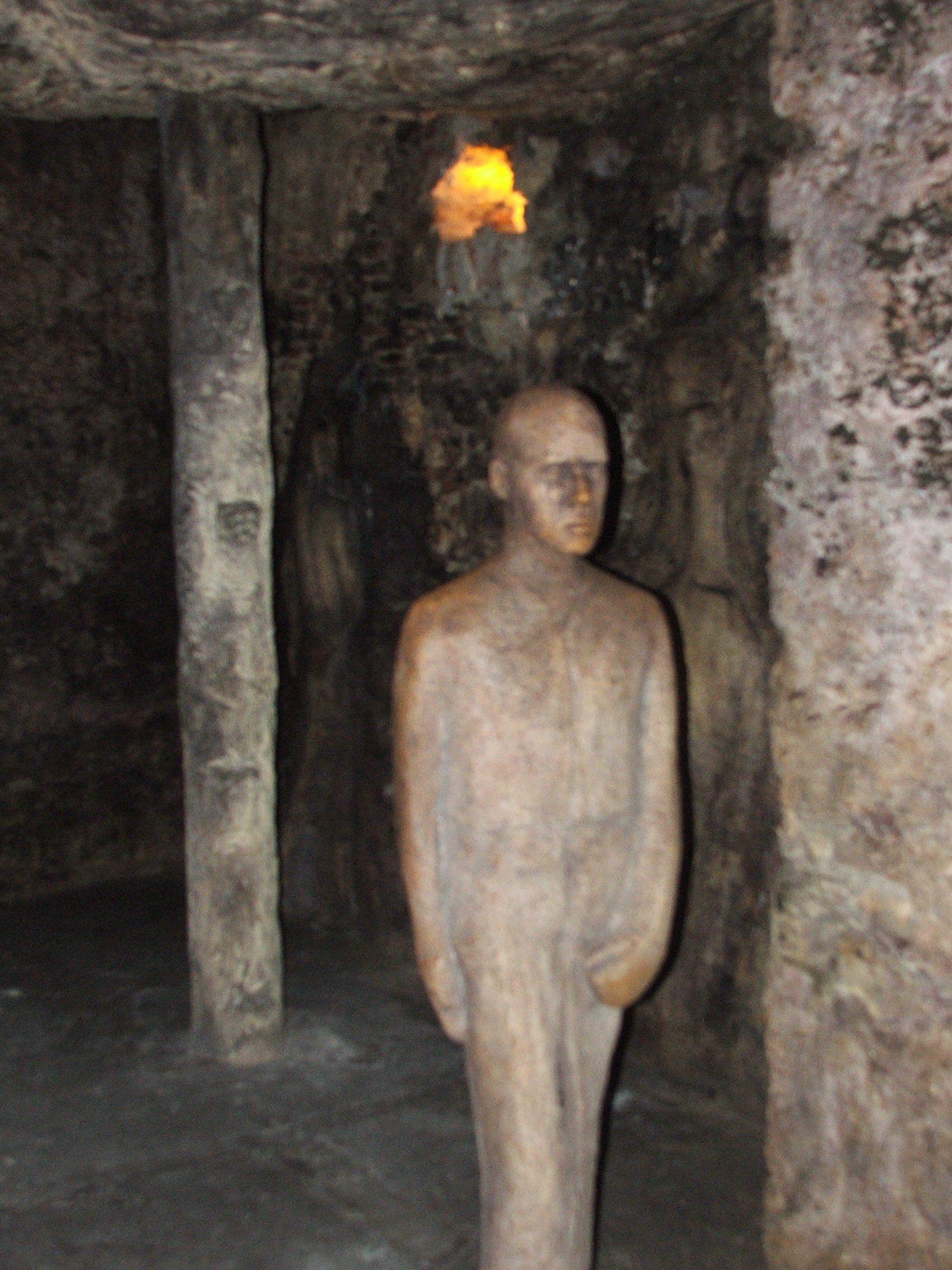
Statue des Magor im Labyrinth unter der Burg von Buda in Budapest

Hunor und Magor (oder Mogor) waren einer ungarischen Sage nach die Vorfahren der Hunnen und Magyaren.
In dieser Sage geht es um einen Wunderhirsch (ungarisch csodaszarvas), den die zwei Prinzen Hunor und Magor zu jagen versuchen. Hunor und Magor waren demnach die Söhne Nimrods bzw. Jafets, die auf der Krim am Schwarzen Meer lebten. Der Hirsch verschwand auf einmal spurlos. Hunor und Magor hörten plötzlich himmlische Gesänge und folgten diesen, bis sie auf einen See trafen, in dem bildhübsche junge Mädchen badeten. Die Mädchen ergriffen schreiend die Flucht, zwei von ihnen sollen Töchter des Alanen-Fürsten Dula gewesen sein. Die Prinzen ritten hinterher, bis sich die vier trafen. Sofort entflammte leidenschaftliche Liebe. Hunor heiratete daraufhin die eine und Magor die andere. Die Nachfahren des Hunor sind die Hunnen, die des Magor sind die Magyaren (Ungarn). Schriftlich festgehalten hat diese Sage der Hofchronist Simon Kézai, etwa 1282–1283, in seiner Gesta Hunnorum et Hungarorum.
Ob die historischen Hunnen und Magyaren tatsächlich miteinander verwandt waren, lässt sich heute nicht beweisen. Die Legende stellt aber eine kollektive Erinnerung der Ungarn an ihre frühen Beziehungen zu ihren einstigen kaukasischen und protobulgarisch-hunnischen Nachbarn dar. Als Beispiel dafür sind die hunnischen Namen „Attila“ und „Bleda“ (als Buda) bis zum heutigen Tag recht beliebte männliche Vornamen in Ungarn. Auf diese (möglicherweise irrtümliche) Verbindung mit den Hunnen geht auch die in zahlreichen europäischen Sprachen übliche Schreibung des Landesnamens mit „H-“ zurück, vgl. deutsch (veraltet) Hungarn; französisch Hongrie; englisch Hungary.